# Microsoft Foundation Classes
MFC é o acrônimo do inglês Microsoft Foundation Classes - as Classes Fundamentais da Microsoft, que dão aos desenvolvedores de programas um conjunto de componentes reutilizáveis escritos em C++ que encapsulam (wrappers) as funcionalidades necessárias para o desenvolvimento de aplicações para sistemas operacionais Windows®. Por outras palavras, as MFC são uma biblioteca de objectos que encapsulam a API nativa do Windows e estruturas de uso comum como listas, pilhas, strings, etc.

## Introdução
Os componentes MFC encapsulam as funcionalidades que se esperam encontrar nas aplicações desenvolvidas para Windows®, tais como as barras de ferramentas (toolbars) e as barras de estado (status bars), as caixas de edição (edit-boxes), as caixas de listas (list-boxes), as caixas combinadas (combo-boxes), os diálogos comuns usados para impressão e pré-visualização da impressão, ler e salvar arquivos, OLE, interfaces de documentos simples ou múltiplos, troca e validação de dados em diálogos, caixas de diálogos, acesso a bases de dados, ajuda sensível ao contexto, etc.
Usando os componentes prontos da MFC os programadores podem criar rapidamente aplicações baseadas em Windows® profissionais. O uso da biblioteca MFC economiza um tempo de desenvolvimento considerável dos programadores.
A versão 4.0 da MFC é integrada com o sistema de desenvolvimento MSVC (Microsoft Visual C++®) versão 4.0
MFC 1.0, MFC 2.0, MFC 2.5, MFC 3.0 e MFC 4.0 são as versões já lançadas das bibliotecas MFC.

## História e Evolução

### MFC 1.0
A versão MFC 1.0 foi lançada em abril de 1992 com o Microsoft C/C++ versão 7. A versão de 32 bits foi lançada mais tarde no mesmo ano como parte do Win32® Prerelease Development Kit. As facilidades da MFC 1.0 dividiam-se em dois grupos principais: classes de uso geral para a porção não gráfica das aplicações e classes relacionadas com janelas para a interface gráfica com o usuário (graphical user-interface - GUI).

### MFC 2.0
Dez meses mais tarde, em fevereiro de 1993, foi lançada a MFC 2.0 como parte do Visual C++ versão 1.0.

### MFC 2.5
Dez meses mais tarde, em dezembro de 1993, foi lançada a MFC 2.5 como parte do Visual C++ versão 1.5.
Pela SUn

### MFC 3.0
Menos de 10 meses após, em setembro de 1994, foi lançada a MFC 3.0 como parte do Visual C++ 2.0.

### MFC 4.0
A última versão, MFC 4.0, está disponível através do Visual C++ versões 4.0 a 6.0.